# Baskyl

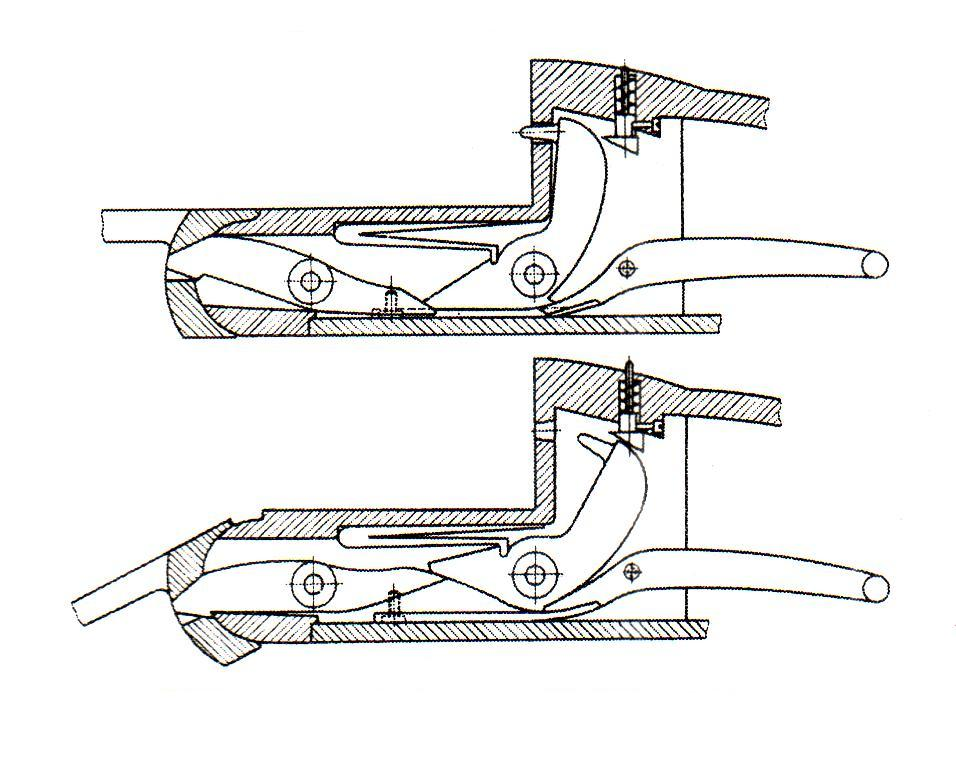
En skematisk bild av en baskyl. På den övre bilden är vapnet avfyrat och på den undre bilden spänns hanarna när vapnet öppnas.

Baskyl är lådan på ett brytvapen där hane/hanar, slagstift, avtryckare och dylikt sitter.